# Grand Prix Hiszpanii 1935
Grand Prix Hiszpanii 1935 (oryg. X Gran Premio de España) – jeden z wyścigów Grand Prix rozegranych w 1935 roku oraz piąta eliminacja Mistrzostw Europy AIACR.

## Lista startowa
Na niebieskim tle kierowcy, którzy nie wzięli udziału w kwalifikacjach, lecz współdzielili samochód w czasie wyścigu
| Nr | Kierowca                | Zespół                 | Samochód             | Silnik                |   |
| -- | ----------------------- | ---------------------- | -------------------- | --------------------- | - |
| 2  | Jean-Pierre Wimille     | Automobiles E. Bugatti | Bugatti T59          | Bugatti 2.3 S-8       | ? |
| 4  | Bernd Rosemeyer         | Auto Union AG          | Auto Union B         | Auto Union 5.6 V-16   | ? |
| 6  | Achille Varzi           | Auto Union AG          | Auto Union B         | Auto Union 5.6 V-16   | ? |
| 6  | Paul Pietsch            | Auto Union AG          | Auto Union B         | Auto Union 5.6 V-16   | ? |
| 8  | Luigi Fagioli           | Daimler-Benz AG        | Mercedes-Benz W25    | Mercedes-Benz 4.3 S-8 | ? |
| 10 | Hans Stuck              | Auto Union AG          | Auto Union B         | Auto Union 5.6 V-16   | ? |
| 12 | Robert Benoist          | Automobiles E. Bugatti | Bugatti T59          | Bugatti 2.3 S-8       | ? |
| 14 | Eugenio Siena           | Scuderia Subalpina     | Maserati 6C-34       | Maserati 3.7 S-6      | ? |
| 16 | Tazio Nuvolari          | Scuderia Ferrari       | Alfa Romeo 8C-35     | Alfa Romeo 3.8 S-8    | ? |
| 20 | Louis Chiron            | Scuderia Ferrari       | Alfa Romeo Tipo B/P3 | Alfa Romeo 3.8 S-8    | ? |
| 22 | Manfred von Brauchitsch | Daimler-Benz AG        | Mercedes-Benz W25    | Mercedes-Benz 4.3 S-8 | ? |
| 24 | Marcel Lehoux           | Scuderia Subalpina     | Maserati 6C-34       | Maserati 3.7 S-6      | ? |
| 26 | Rudolf Caracciola       | Daimler-Benz AG        | Mercedes-Benz W25    | Mercedes-Benz 4.3 S-8 | ? |
| 28 | Raymond Sommer          | prywatny               | Alfa Romeo Tipo B/P3 | Alfa Romeo 3.2 S-8    | ? |
| 30 | Genaro Léoz-Abad        | prywatny               | Bugatti T51          | Bugatti 2.3 S-8       | ? |
| Nr | Kierowca                | Zespół                 | Samochód             | Silnik                |   |

## Wyniki

### Wyścig
Źródło: kolumbus.fi
| P                 | + / –     | Nr | Kierowca                   | Konstruktor   | Okr. | Czas / Strata      | Komentarz |
| ----------------- | --------- | -- | -------------------------- | ------------- | ---- | ------------------ | --------- |
| 1                 | 12        | 26 | Rudolf Caracciola          | Mercedes-Benz | 30   | 3h09:59,4          |           |
| 2                 | 2         | 8  | Luigi Fagioli              | Mercedes-Benz | 30   | +0:43,0            |           |
| 3                 | 8         | 22 | Manfred von Brauchitsch    | Mercedes-Benz | 30   | +2:14,6            |           |
| 4                 | 3         | 2  | Jean-Pierre Wimille        | Bugatti       | 30   | +2:55,4            |           |
| 5                 | 3         | 4  | Bernd Rosemeyer            | Auto Union    | 30   | +5:51,6            |           |
| 6                 | Bez zmian | 12 | Robert Benoist             | Bugatti       | 29   | +1 okr             |           |
| 7                 | 7         | 28 | Raymond Sommer             | Alfa Romeo    | 27   | +3 okr             |           |
| 8                 | 4         | 24 | Marcel Lehoux              | Maserati      | 25   | +5 okr             |           |
| Niesklasyfikowani |           |    |                            |               |      |                    |           |
|                   |           | 20 | Louis Chiron               | Alfa Romeo    | 28   | Zmęczenie          |           |
|                   |           | 6  | Achille Varzi Paul Pietsch | Auto Union    | 25   | Tłok               |           |
|                   |           | 30 | Genaro Léoz-Abad           | Bugatti       | 22   |                    |           |
|                   |           | 10 | Hans Stuck                 | Auto Union    | 14   | Skrzynia biegów    |           |
|                   |           | 16 | Tazio Nuvolari             | Alfa Romeo    | 8    | Zawieszenie        |           |
|                   |           | 14 | Eugenio Siena              | Maserati      | 2    | Awaria mechaniczna |           |
| P                 | + / –     | Nr | Kierowca                   | Konstruktor   | Okr. | Czas / Strata      | Komentarz |

### Najszybsze okrążenie
Źródło: teamdan.com
| Nr | Kierowca      | Konstruktor | Czas   | Okr. |
| -- | ------------- | ----------- | ------ | ---- |
| 6  | Achille Varzi | Auto Union  | 5:58,0 |      |